# Старина (Пеновский район)
Старина — деревня в Пеновском районе Тверской области.

## География
Находится в западной части Тверской области на расстоянии приблизительно 36 км на запад-северо-запад по прямой от районного центра поселка Пено у западного берега озера Хвошня.

## История
Деревня была показана на карте Менде (состояние местности на 1848 год). В 1859 году здесь (деревня Осташковского уезда) было учтено 4 двора, в 1939 — 8. До 2020 года входила в Рунское сельское поселение Пеновского района до их упразднения.

## Население
Численность населения: 26 человек (1859 год), 5 (русские 100 %) в 2002 году, 1 в 2010.